# 도로테오 호세 역
도로테오 호세 역(Doroteo Jose station)은 마닐라 LRT 1호선의 역이다. 이 역은 마닐라의 산타크루즈(Santa Cruz), 리살 애비뉴(Rizal Avenue)에 위치하고 도로테오 호세 거리를 약간 지나있다. 이 역의 이름은 도로테오 호세 거리(Doroteo Jose Street)의 이름을 따서 지어졌다. 다른 모든 1호선 역들과 마찬가지로 지상에 위치한다.
도로테오 호세 역은 파시그강 북쪽에 있는 1호선의 두 번째 역이며, 카리에도역에 이은 역이다. 바클라란 행 열차의 열 번째, 루즈벨트 행 열차의 열 한번째 역이다.
이 역은 인근에 마닐라의 범죄자 일부를 수용하는 마닐라 시립 교도소(Manila City Jail)가 있다. 교도소 근처에는 파베야 기념병원(Fabella Memorial Hospital)도 있다. 이세탄 시너라마 렉토(Isetann Cinerama Recto)와 퀴아포 바겐 센터(Quiapo Bargain Center) 등 인기 쇼핑센터도 인근에 위치한다. 대학 벨트 인근에 위치하기 때문에 대학벨트의 교육기관과도 가깝다. 이 역은 노선에서 유일하게 통근자들이 노상까지 내려가지 않고도 승강장에서 다른 승강장으로 갈아탈 수 있다. 그러나 센트럴 터미널, 루즈벨트, 발린타와크 역과는 달리, 통근자들은 승강장 위의 보도에 접근하기 위해서는 요금 게이트를 나가야한다.
2016년 12월에 개조 공사를 시작했다. 개조 공사를 통해 그 역에 구조적 개선과 새로운 현대적인 시설을 갖추었다. 2017년 2월 6일 행사때 다시 개장하였다.

## 연결 교통
도로테오 호세 역은 1호선과 2호선 사이의 환승 지점 역할을 한다. 역은 렉토역과 교차로를 통해 연결되어 있다.
마닐라의 대학교 벨트 근처에 있는 이 역은 버스, 택시, 자전거 인력거의 중요한 환승 지점 역할을 하나, 더 가까운 렉토 역에도 이 역할이 부여되고 있다. 버스는 C.M. 렉토 애비뉴의 버스 터미널에 정차한다.
바탄 트랜싯(Bataan Transit)과 같은 많은 지방 버스 노선은 팜팡가주 바탄, 판가시난, 그리고 다른 북부 루손 지방의 간선을 운행한다. 제네시스 교통 서비스 주식회사(바탄 & 바귀오), 솔리드 노스 트랜짓 주식회사(팡가시난 & 타르라크), 필리핀 래빗(타르라크 & 바기오)과 같은 다른 버스 회사들도 북부간선에 운행하고 있다. 모든 회사들은 모두 역 인근에 버스 터미널을 두고 있다.

## 인접역
| 마닐라 LRT                                                                                    | 마닐라 LRT                              | 마닐라 LRT                                                                                     |
| --------------------------------------------------------------------------------------------- | --------------------------------------- | ---------------------------------------------------------------------------------------------- |
| style="width: 30%; border-right: solid 0.75em #틀:마닐라 도시철도 노선색;" \| 밤방 루즈벨트   | 마닐라 LRT 1호선                        | style="width: 30%; border-left: solid 0.75em #틀:마닐라 도시철도 노선색;" \| 카리에도 바클라란 |
| style="width: 30%; border-right: solid 0.75em #틀:마닐라 도시철도 노선색;" \| 레가르다 산톨란 | 마닐라 MRT 2호선 렉토역 (도보거리 환승) | style="width: 30%; border-left: solid 0.75em #틀:마닐라 도시철도 노선색;" \| 시·종착역         |

## 같이 보기
- 마닐라 라이트 레일 트랜싯 시스템 역 목록
- 마닐라 라이트 레일 트랜싯 시스템

틀:SRTS